# Georg Glasl
Georg Glasl (* 1957 in Kochel am See) ist ein deutscher Musiker und ehemaliger Dozent für Zither an der Hochschule für Musik und Theater München.

## Leben
Er studierte am Richard-Strauss-Konservatorium in München und am Mozarteum in Salzburg. Die Fachwelt wurde zunächst wegen seiner Interpretationen Alter Musik auf ihn aufmerksam. Diese brachten ihm 1988 ein Musikstipendium der Stadt München ein.
Ohne die alten Meister zu vernachlässigen, richtete er seinen Fokus im Laufe der Zeit verstärkt auf die zeitgenössische Musik. Zahlreiche Komponisten schrieben für ihn und sein Instrument: Zu ihnen zählen Violeta Dinescu, Georg Friedrich Haas, Wilfried Hiller, Peter Kiesewetter, Bernhard Lang, Annette Schlünz, Dieter Schnebel, Christian Wolff und Walter Zimmermann.
Er trat bei zahlreichen Festivals auf. Auch in einem traditionellen Neujahrskonzert der Wiener Philharmoniker trat er als Gastmusiker auf. Glasl spielte auf Konzertreisen durch Europa, Japan, USA, Afrika und Zentralasien. Er gründete das seit 1995 alle zwei Jahre unter seiner künstlerischen Leitung stattfindende Münchner Zitherfestival. 1996 begründete er die Konzertreihe „Landschaften“, in der authentische überlieferte Volksmusik gleichberechtigt neben Neuer Musik steht. 2009 erhielt er den Förderpreis Musik der Landeshauptstadt München.